# الصندوق الأردني الهاشمي للتنمية البشرية (جهد)
الصندوق الأردني الهاشمي للتنمية البشرية (جهد) The Jordanian Hashemite Fund for Human Development هو أكبر وأقدم منظمة غير حكومية تنموية في الأردن. مع 450 موظفًا وحوالي 4000 متطوع (اعتبارًا من 2014)، تحافظ المجموعة على وجود قوي في المجتمعات الأكثر فقرًا في الأردن من خلال شبكة من 51 مركزًا مجتمعيًا. يهتم عمل الصندوق في المقام الأول بالحد من الفقر، وحقوق المرأة، وخلق الفرص للشباب، والدفاع عن حقوق الإنسان.

## تاريخ المؤسسة
تأسس الصندوق الأردني الهاشمي للتنمية البشرية عام 1977. تم تسميته في البداية باسم صندوق الملكة علياء، وقد تم إنشاؤها بتفويض واسع ومستويات كبيرة من الدعم الرسمي؛ يتألف مجلس الأمناء إلى حد كبير من مسؤولين حكوميين رفيعي المستوى وترأسه ولي العهد الأميرة بسمة بنت طلال. في عام 1979، حصل الصندوق على وضع قانوني خاص كمؤسسة غير حكومية تتمتع بدرجة من الاستقلال الإداري والمالي.
سيطرت الأبحاث وصنع السياسات على السنوات الأولى للصندوق، مع وجود مشاريع محدودة كانت توزع الهدايا والمساعدات العينية والمساعدات الإنسانية للمجتمعات الفقيرة. في عام 1984، أنشأ الصندوق أول مراكز تنمية المجتمع في مادبا. بدأت مراكز تنمية المجتمع في QAF في الظهور في جميع أنحاء البلاد خلال الثمانينيات، حيث قدمت المساعدات والخدمات للمجتمعات التي كانت على هامش المجتمع. وطوال هذه الفترة، بدأ الصندوق أيضًا في إنشاء أولى لجان المرأة في الأردن، كوسيلة للسماح للمرأة الريفية بتولي أدوار سياسية أكثر حسماً في المجتمعات المحلية. في هذه الفترة، بدأت المراكز المجتمعية أيضًا في استضافة رياض الأطفال الأولى في البلاد.
عام 1989 أنشأ الصندوق منظمة جديدة تحت مظلته وهو معهد الملكة زين الشرف للتنمية ZENID، التي يهدف إلى تبادل ونشر الخبرات التنموية التي جمعها الصندوق من خلال الدورات التدريبية والمنشورات. عام 1991، قدم الصندوق الحملة الخيرية الوطنية الجديدة (التي أعيدت تسميتها لاحقًا باسم حملة البر والإحسان)، والتي بدأت في تقديم المساعدات الإنسانية المنظمة والمساعدات الطبية والتبرعات الأخرى للمجتمعات الفقيرة في جميع أنحاء الأردن. مع انجذاب الفكر التنموي الدولي نحو نماذج مستدامة، بدأ الصندوق أيضًا في الاستثمار في مخططات الائتمان الأصغر الجديدة منذ عام 1996. أصبح مركز تطوير الأعمال الصغيرة (يسمى الآن وحدة الأعمال الصغيرة) في نهاية المطاف المجموعة الأولى في الأردن التي تقدم القروض الصغيرة الإسلامية، وهي وسيلة جديدة لتقديم الائتمان بطريقة تتوافق مع الحظر الإسلامي على تحصيل الفائدة.
عام 2002، أنشأ الصندوق منظمة فرعية أخرى مكرسة لحقوق الشباب وهي مركز الأميرة بسمة PBYRC وقد أدى نجاحه إلى تحويل المجموعة لأولوياتها نحو مكافحة المشكلة الهيكلية لبطالة الشباب وضعف المشاركة المدنية. الآن، معتبرا أن بطالة الشباب وتهميشهم هي أكبر عائق أمام التنمية في الأردن، أعلن الصندوق الأردني للتنمية والتنمية المستدامة رسميا أن قضايا الشباب من أكبر أولويات المجموعة، إلى جانب تركيزها التقليدي على الفقر وحقوق المرأة.

## المنظمات الفرعية والبرامج
منظمة جهد هي أكبر منظمة غير حكومية تنموية من نوعها في الأردن، وقد أنشأ عددًا من المنظمات والمبادرات تحت مظلتها.

### شبكة مركز تنمية المجتمع
منذ ثمانينيات القرن الماضي تمكن الصندوق من تقديم الخدمات للمجتمعات النائية والمحرومة عبر شبكة فريدة من 51 مركزًا مجتمعيًا في 11 من أصل 12 محافظة في الأردن. تقدم المراكز المجتمعية (التي تسمى محليًا مراكز الأميرة بسمة) دورات تدريبية وتوعوية، ومشاريع دخل للنساء، ولجان مجتمعية، ومساعدة للأسر الفقيرة. تعتمد الشبكة أيضًا إلى حد كبير على عمل المتطوعين، حيث يقدم الآلاف خبراتهم في مجال تكنولوجيا المعلومات والاتصالات، والتدريب على اللغة الإنجليزية، ورعاية المعوقين، والعديد من المجالات الأخرى.

### مراكز الاميرة بسمة للشباب
أُنشئ المركز في عام 2002 لإنشاء برامج شبابية لعدد كبير من الشباب العاطلين عن العمل أو المهمشين. أنشأت المجموعة حتى الآن راديو فرح الناس (محطة إذاعية مجتمعية تركز على حقوق المرأة، وقضايا الشباب، وتوفر معلومات مفيدة للاجئين)،  3مراكز للتوظيف، 3 نوادي تكنولوجيا المعلومات والاتصالات، ونوادي النقاش، ونوادي الأفلام، والعلوم المعامل والبرامج المتنوعة الأخرى التي تعلم مهارات الحياة والعمل. يعمل المركز المزدحم حصريًا مع الشباب الأردنيين الذين تتراوح أعمارهم بين 10 و 24 عامًا من مجموعة متنوعة من الخلفيات.

### حملة البر والإحسان
تم إنشاء حملة البر والإحسان في عام 1991 لمشاركة المساعدات الإنسانية والطبية مع المجتمعات الفقيرة. تدير الحملة عددًا من الأحداث في جميع أنحاء البلاد كل عام، وعادةً ما توفر أيامًا طبية مجانية،  وتمويلًا ماليًا للمنح الدراسية،  أو اللعب، وأدوات الشتاء، والطعام، وأشكال أخرى من المساعدة العينية. إلى جانب تقديم المساعدة الفورية، يدير الصندوق أيضًا مشاريع منفصلة تعالج مصدر الفقر في الأردن. يعالج برنامج جيوب الفقر على وجه التحديد الفقر المدقع الموجود في أفقر المناطق من خلال قروض الائتمان الأصغر وإصلاح البنية التحتية وفصول مهارات العمل.

### برنامج إدارة الموارد الطبيعية
يهدف عدد من مشاريع الصندوق المشترك تحت عنوان NRM إلى مساعدة الأردن في التغلب على مشاكل ندرة المياه الهيكلية. ساعدت البرامج حتى الآن عشرات الآلاف من الأردنيين في المناطق التي تعاني من شح المياه من خلال إصلاح البنية التحتية القديمة، وتدريب النساء المحليات على كيفية إصلاح الأنابيب المنزلية، والتبرع بخزانات مياه جديدة.

### مدرسة الرجاء ومركز مؤتة للتربية الخاصة
أنشأ الصندوق الأردني للتخطيط والتنمية بعض المراكز التعليمية الأولى والوحيدة في الأردن لذوي الاحتياجات الخاصة. تم إنشاء مدرسة الرجاء للصم في عام 1983 لتوفير منهج متخصص للطلاب الصم حيث يمكن تعزيز بدائل لغة الإشارة (مساعدة الطلاب على الانضمام إلى المجتمع الأوسع). مركز المؤتة للتربية الخاصة في الكرك موجه أيضًا نحو مساعدة الأشخاص ذوي الإعاقة على الانخراط على نطاق أوسع في المجتمع، حيث يقدم دروسًا لتعليم مهارات العمل للبالغين المعوقين أو دروسًا في المهارات الاجتماعية لمن يعانون من التوحد أو مشاكل عقلية أخرى.

### معهد الملكة زين الشرف التنموي
تم إنشاء مركز الملكة زين الشرف التنموي عام 1989 ليكون بمثابة مركز إقليمي لتقاسم المعرفة التنموية. اليوم، تجري المعهد مشاريع بحثية منتظمة، وتقدم دورات تدريبية منتظمة لمجموعات المجتمع والشركاء، وتحتفظ بمكتبة للمعارف والسجلات التنموية، وتستضيف المؤتمرات الإقليمية الكبرى. كما يستضيف مجمع زينيد كل من المركز، وراديو فرح الناس، ونادي JOHUD لتكنولوجيا المعلومات والاتصالات في عمان.

### وحدات الأعمال الصغيرة
تقدم وحدة الأعمال الصغيرة، التي كانت تُعرف سابقًا باسم مركز تطوير الأعمال الصغيرة، قروضًا صغيرة لرجال الأعمال الفقراء في جميع أنحاء الأردن. أولئك الذين يبحثون عن قرض صغير لبدء عمل تجاري مدعوون للتقدم، ويتم توفير جميع التمويل وفقًا للشريعة الإسلامية.

### مسابقة الملكة علياء
مسابقة الملكة علياء هي مسابقة سنوية تقام منذ عام 1995. يهدف إلى زيادة الوعي بالقضايا البارزة (مثل التنمية الوطنية، والمياه، والصحة، والبيئة، وغيرها) من خلال توزيع استبيان على المدارس والمراكز المجتمعية في جميع أنحاء الدولة. المشاركون مدعوون للبحث في الموضوع المطروح وتقديم إجاباتهم للمسابقة، للحصول على جوائز تصل قيمتها إلى 2000 دينار أردني. كما تدعو مسابقة فرعية، مسابقة Jo-Green، طلاب الهندسة إلى تقديم خطط معمارية صديقة للبيئة للمباني. المسابقات معروفة بشكل كبير في الأردن، حيث تستقطب ما يقرب من 650.000 مشاركة سنويًا.

## منهجية العمل
- الحق في العيش المستقر الذي يوفر للأفراد وأسرهم نوعية الحياة التي يستحقونها
- الحق في بيئة معيشية آمنة، خالية من الأخطار المرتبطة بالضعف الاجتماعي المرتبط بالفقر
- الحق في الوكالة الشخصية، أي أن جميع الأردنيين لديهم القدرة على التأثير في القرارات التي تؤثر على حياتهم
- الحق في الوصول إلى الموارد اللازمة لضمان الاعتماد على الذات والحراك الاجتماعي للجميع.

## الروابط الخارجية
- الموقع الرسمي
- فيديو "رحلة جهد"